# Újbagos
Újbagos (Traian), település Romániában, a Partiumban, Szatmár megyében.

## Fekvése
Szamosdob közelében fekvő település.

## Története
Újbagos, (Traian) a második világháború után települt.
1956-ban 440 lakosa volt.
2002-ben 185 lakosából 163 román, 4 magyar, 18 ukrán volt.